# Електрон провідності

Електро́н прові́дності — від'ємно заряджена квазічастинка в напівпровіднику, електронний стан у зоні провідності.
Електрон провідності має багато спільних рис із вільним електроном. Проте він характеризується іншим законом дисперсії. Спін електрона провідності теж не обов'язково 1/2, хоча він завжди напівцілий, тобто електрон провідності є ферміоном.

## Електрони провідності в металі
Метал має кристалічну ґратку, створену позитивними іонами, у якій рухаються делокалізовані електрони валентних оболонок. Ці електрони взаємодіють між собою й з іонами ґратки. Потенційна енергія цих взаємодій порядку кінетичної енергії електронів. Поведінка електронів у металі аналогічна поведінці системи невзаємодіючих між собою часток у зовнішньому полі, що уявляє собою усереднене поле іонів ґратки й інших електронів. Усереднене поле має властивості симетрії кристалічної ґратки, зокрема її періодичність.
З метою спрощення опису кінетичних і термодинамічних характеристик металів було запроваджено поняття квазічастинок – електронів провідності (ЕП). ЕП у металі – вироджений фермі-газ невзаємодіючих квазічастинок (зі спином ½), енергія яких {\displaystyle \varepsilon \left(\mathbf {p} \right)} – періодична функція квазіімпульсу {\displaystyle \mathbf {p} }, період якої визначається зворотними векторами кристалічної ґратки. Слід підкреслити, що функція {\displaystyle \varepsilon \left(\mathbf {p} \right)}  містить у собі як взаємодію з іонним кістяком кристалічної ґратки, так і взаємодію електронів один з одним. Кількість ЕП дорівнює числу делокалізованих електронів, їхній заряд дорівнює заряду електрона. Однак, ефективна маса ЕП не дорівнює масі вільного електрона, є тензором, і, у загальному випадку, залежить від квазіімпульсу.  При описі  руху ЕП у магнітному полі роль маси відіграє циклотронна маса, яка може бути негативною. У цьому випадку рух квазічастинки уздовж орбіти відбувається у протилежному напрямку стосовно електрона і її часто називають «діркою».
Згідно з теорією фермі-рідини Ландау взаємодія ЕП може бути введена як самоузгоджене поле від навколишніх квазічастинок, що діють на дану. При цьому енергія ЕП буде залежати від стану інших квазічастинок, тобто, інакше кажучи, буде функціоналом від їхньої функції розподілу.

## Електрони провідності у напівпровіднику
Електрони провідності є збудженими станами в напівпровіднику. У власному напівпровіднику вони виникають у парі з дірками. У напівпровіднику n-типу електрони переходять у зону провідності з локалізованих на домішках станів.
Важливими характеристиками електрона провідності є його ефективна маса, рухливість, коефіцієнт дифузії.
Електрони провідності є одним із типів носіїв заряду в напівпровідниках і роблять значний внесок у їхню електропровідність чи теплопровідність.